# Кярккяйнен, Ханнес Иванович
Ханнес Кярккяйнен (фин. Hannes Kärkkäinen; 17 июля 1902 — 21 апреля 1938) — финский спортсмен. Участвовал в соревнованиях по прыжкам с вышки (включали прыжки с 10- и 5-метровой вышек) среди мужчин на летних Олимпийских играх 1924 года. Пробился в финал, однако там занял только последнее место.
В октябре 1925 года газеты сообщили, что Кярккяйнен получил шесть ножевых ранений в связи со ссорой со своим братом Вяйно. Кярккяйнен жил в Котке откуда в 1926 году переехал из Финляндии в Советскую Карелию. После переезда в Советский Союз Кярккяйнен также жил в Ленинграде. В 1927 или 1928 году был депортирован в Омск. В феврале 1938 года попал в тюрьму. В апреле 1938 года Кярккяйнен был приговорен к смертной казни, а через пару недель был расстрелян. В 1989 году Кярккяйнен был реабилитирован 1 января 1993 года власти Финляндии объявили его умершим, т.к до этого он считался пропавшим без вести.